# Johannes Jacobus van Rhijn
Johannes Jacobus van Rhijn (zm. 24 czerwca 1808) – duchowny holenderski, arcybiskup Utrechtu Rzymskokatolickiego Kościoła Starobiskupiego Kleru w latach 1797–1808.